# ラガーン
『ラガーン』（原題：Lagaan/Lagaan: Once Upon a Time in India）は、2001年に公開されたインドの叙事詩的スポーツ・ドラマ映画。アシュトーシュ・ゴーワリケールが監督を務め、アーミル・カーン、グレーシー・シン、レイチェル・シェリー、ポール・ブラックソーンが出演している。2億5,000万ルピーの製作費が投じられ、ブジ近郊の村で撮影された。ヴィクトリア朝時代のイギリス領インド帝国を舞台としており、ラガーン（地税）の免除を賭けてイギリス軍将校の提案したクリケットの試合に挑む村人たちを描いている。
映画は国内外の映画祭で上映されて多くの称賛を浴び、『インドの母』『サラーム・ボンベイ!』に続きアカデミー外国語映画賞にノミネートされたインド映画となった。2001年で最も収益を上げた映画の一つに挙げられ、2010年にはエンパイア誌の「世界映画ベスト100」で55位にランクインした。また、2011年にはタイム誌の「スポーツ映画ベスト25」に選ばれている。2016年8月18日には第70回独立記念日を記念して映画祭事務局と国防省が主催する独立記念日映画祭のクロージング作品として上映された。

## あらすじ
1893年、イギリス領インド帝国のチャーンパーネールの小さな村は、干ばつによる被害が続いているにもかかわらず重い年貢を課せられていた。その納められた年貢の一部を藩王ラージャー・プラン・シンはイギリス軍へ納めていた。とある日、イギリス人将校のアンドリュー・ラッセル大尉は好意を無下にした藩王に対し、年貢を2倍の量を納めるように要求する。この知らせにブヴァン率いる村人たちは藩王に年貢のことを直訴しに向かう。しかし、イギリス軍によるクリケットの試合中だからと待たされてしまう。その試合後、藩王に直訴するも仕方がないと答えるばかり。共にいたラッセルは、村人がクリケットの試合で部下を倒すことができれば、村だけでなく州全体の年貢を3年間免除することを提案する。ただし、村人が負けた場合の年貢は現在の2倍ではなく3倍になるという条件付きで。村人たちは誰もがクリケットのルールも知らず不利な条件であったが、村人の代表として答えを求められたブヴァンはこの提案を受けいれる。

## キャスト
- ブヴァン - アーミル・カーン
- ガウリ - グレーシー・シン（英語版）
- エリザベス・ラッセル - レイチェル・シェリー
- アンドリュー・ラッセル大尉 - ポール・ブラックソーン
- ヤショーダマ - スーハシニー・ムーレイ（英語版）
- ラージャー・プラン・シン - クルブーシャン・カルバンダー
- ムキヤ・ジー - ラージェーンドラ・グプタ（英語版）
- ブーラ - ラグビール・ヤーダヴ
- グラン - ラージェーシュ・ヴィヴェーク（英語版）
- イスマイール - ラジェンドラナート・ズーチー（英語版）
- デヴァ・シン・ソディ - プラディープ・ラーワト（英語版）
- アルジャン - アキレンドラ・ミシュラ（英語版）
- ゴリ - ダヤ・シャンカール・パーンデー（英語版）
- イシュワール - シュリヴァラーブ・ヴィアース（英語版）
- ラーカ - ヤシュパル・シャルマ（英語版）
- バーガ - アミン・ハジー
- カチュラ - アディティヤ・ラーキア（英語版）
- ラーム・シン - ジャーヴェード・カーン・アムロヒ（英語版）
- シャンブ・カカ - A・K・ハンガル（英語版）
- ボイヤー大佐 - ジョン・ロウ（英語版）
- ウォーレン少佐 - デヴィッド・ガント（英語版）
- コットン少佐 - ジェレミー・チャイルド（英語版）

## 製作

### 企画
映画は1957年公開の『Naya Daur』からインスピレーションを得て製作された。監督のアシュトーシュ・ゴーワリケールは『ラガーン』を製作することは不可能だと考えていた。ゴーワリケールはアーミル・カーンに会い、彼は詳細な脚本を見て製作に参加することに合意した。ゴーワリケールはプロデューサーを探すことに苦労し、脚本に興味を示すプロデューサーを探し出したものの、予算の削減と脚本の修正を求められたため交渉は不調に終わり、最終的にアーミル・カーンがプロデューサーを兼務することで合意した。アーミル・カーンは『ラガーン』の製作をきっかけに自身の映画製作会社アーミル・カーン・プロダクションを立ち上げることになった。また、自身がプロデューサーを務めることによってゴーワリケールに創造的な自由を与えることができたことを以下のように語っている。
監督がプロデューサーに「ラクダが50頭必要だ」と言ったら、プロデューサーは恐らく「何故25頭にできない?25頭のラクダでマネージメントできないのか?」と返答するでしょう。それに対し、監督が私に同じことを言ったなら……私は彼がそれを何故必要としているのかを創造的に意識しているので、彼の質問の時間を無駄にさせないでしょう。
ジャムー・スガーンドは映画の愛国的なストーリーを好み、製作に参加している。

### キャスティング
ゴーワリケールは主役にはシャー・ルク・カーン、リティク・ローシャン、ボビー・デーオール、アビシェーク・バッチャンを候補に考えていたが、バッチャンが『Refugee』への出演を決めた後、アーミル・カーンの起用を考えるようになった。ヒロイン役には複数の女優が出演を申し出たが、アーミル・カーンは脚本におけるキャラクターとマッチした女優が必要だと考えていた。ソナリ・ベンドレ、ナンディタ・ダス、アミーシャ・パテルが日程の都合で出演できなくなった後、ラーニー・ムカルジーの起用を検討するようになったものの、ゴーワリケールは最終的に素晴らしい女優・ダンサーであり、さらにヴィジャヤンティマーラーに似ていると確信したグレーシー・シンの起用を決めた。脚本上、イギリス人俳優の起用が必要だったため、ゴーワリケールとアーミル・カーンはキャスティング監督としてダニエル・ロッフェを起用した。スクリーンテストを実施した後、2人は主要なイギリス人キャストとしてレイチェル・シェリーとポール・ブラックソーンを起用し、合わせて15人の外国人俳優を起用している。
ラグビール・ヤーダヴは『Earth』での演技を評価されて起用され、虫垂切除術を受けながら撮影に参加していた。プラディープ・ラーワトは『Sarfarosh』でアーミル・カーンと共演したことをきっかけに、当初ムケーシュ・リシが演じる予定だったデヴァ役に起用された。彼は映画への出演を「自身のキャリアの中で最高の報酬だった」と語っている。

### プリプロダクション
プロダクションデザイナーにはニティン・チャンドラカント・デサイが起用された。撮影チームはラージャスターン州の各地をロケハンした後、グジャラート州カッチ県のブジ近郊のカヌリア村を撮影場所に選び、1999年5月から撮影が開始された。
映画の舞台が数年間雨が降らない村のため、撮影場所には乾燥地帯であり、また1890年代を描くために電気・通信・自動車が不足している地域であることが要求された。カッチ県は映画の描写と同じ問題に直面しており、撮影場所となった村では『ラガーン』の撮影期間中雨が全く降らなかったが、撮影終了の1週間後にようやくカッチ県に雨が降ったという。撮影セットの集落は撮影チーム到着の4か月前に地元の人々によって作られた。2001年に発生したインド西部地震によってカッチ県は甚大な被害を受け、地元住民の多くが避難することになった。イギリス人を含む撮影チームは25万ルピーを復興支援のために寄付した。
映画の台詞には当時用いられていたアワディー語が登場する。この言語は現在のインドではウッタル・プラデーシュ州で話されている言語である。アワディー語の他、ボージュプリー語、ブラジュ・バーシャー語を掛け合わせた対話はK・P・サクセーナーが担当している。衣装デザイナーには『ガンジー』でアカデミー賞を受賞したバーヌ・アタイヤが起用された。映画には多くのエキストラが出演したが、彼らのために十分な衣装を作ることは困難だった。彼女はキャラクターに信憑性を持たせるために多くの時間をかけて衣装の研究をしている。

### 撮影
プリプロダクションは製作過程に10か月、キャラクター設計に2か月の合計1年かかり、アーミル・カーンを疲弊させた。彼は初めてのプロデューサー業務で6か月間で300人のスタッフを集めた。ブジの宿泊ホテルが不足した際には、彼は新しく建設されたアパートを借りてスタッフに提供した。映画に登場する19世紀の道具の大半は、地元の住民から借りて使用している。撮影チームはその後、当時に使用された楽器を探すために別の地域を探した。撮影中、ゴーワリケールは椎間板ヘルニアのために30日間の休養を取らざるを得なくなった。彼は休養中もモニターの隣にベッドを設置して仕事を続行した。
撮影は1月上旬から6月中旬にかけて行われた。気温は0度から50度まで変化したため、スタッフやキャストに多くの困難を敷いた。キャストは頻繁に水分補給し、日陰に座らなければならなかった。スケジュールは徹底され、朝6時に起床して衣装に着替えたキャストはバスに乗り込み、撮影場所のカヌリア村に向かった。キャストは全員同じバスに乗って移動していたが、ある日アーミル・カーンはバスに乗り遅れてしまい、製作総指揮を務める妻レーナー・ダッタから「あなたが遅れて来るようになったら、どうやって他のメンバーに時間通りに来るように言えるのですか」と叱責された。撮影セットにいる間、キャストには朝食、ヘアスタイリング、メイクアップ、衣装など1日のタイムテーブルを伝えるコールシートが与えられた。

## 公開
アーミル・カーンは全国公開前にブジの住民たちに映画を観せることを約束し、それを実行した。『ラガーン』はサニー・デーオールの主演映画『Gadar: Ek Prem Katha』と同日公開となり、映画は公開後にイギリスでトップ10入りを果たした。中国で初めて全国規模で公開されたインド映画となり、イタリアでは吹替版が公開された。また、フランスの報道でも好評を得たことで、2002年6月26日からパリで公開され、それまで前例がなかった9週間上映され、4万5000人以上が鑑賞した。この他にアメリカ、カナダ、ドイツ、マレーシア、香港、南アフリカ、中東で公開され、日本ではビデオリリースされた。海外市場での合計興行収入は250万ドルとなり、インド国内では3億8000万ルピーの興行収入を記録した。
2001年に南アフリカ共和国サンシティで開催された国際インド映画アカデミー賞で初上映された。ロカルノ国際映画祭では上映に際して、事前にクリケットのルールについて解説が行われ、映画は観客賞を受賞した。ゴーワリケールによるとロカルノ国際映画祭の後、スイス、イタリア、フランス、オランダ、北米、フィンランドの配給会社から配給権を取得したいと連絡が入ったという。ロシアでは映画がアカデミー賞にノミネートされた後、特別上映された。この他にサンダンス映画祭、カイロ国際映画祭、ストックホルム国際映画祭、ヘルシンキ国際映画祭、トロント国際映画祭でも上映された。

## 評価

### 興行収入
『ラガーン』の2001年の興行収入は6億5970万ルピーを記録した。これは、『家族の四季 -愛すれど遠く離れて-』『Gadar: Ek Prem Katha』に次いで同年のインド映画第3位の興行記録だった。国内の興行収入は5億5630万ルピーとなり、国内純利益は3億4350万ルピーを記録した。
海外市場の興行収入は1億800万ルピーとなり、『Kabhi Khushi Kabhie Gham』に次いで第2位を記録した。イギリスでは60万ポンド、北米では91万ドル、湾岸諸国では18万ドルの興行収入を記録した。中国では2003年5月16日に公開され、300万元（約1710万ルピー相当）の興行収入を記録した。
中国の興行収入を含めた最終的な合計興行収入は、6億7680万ルピーとなっている。

### 批評

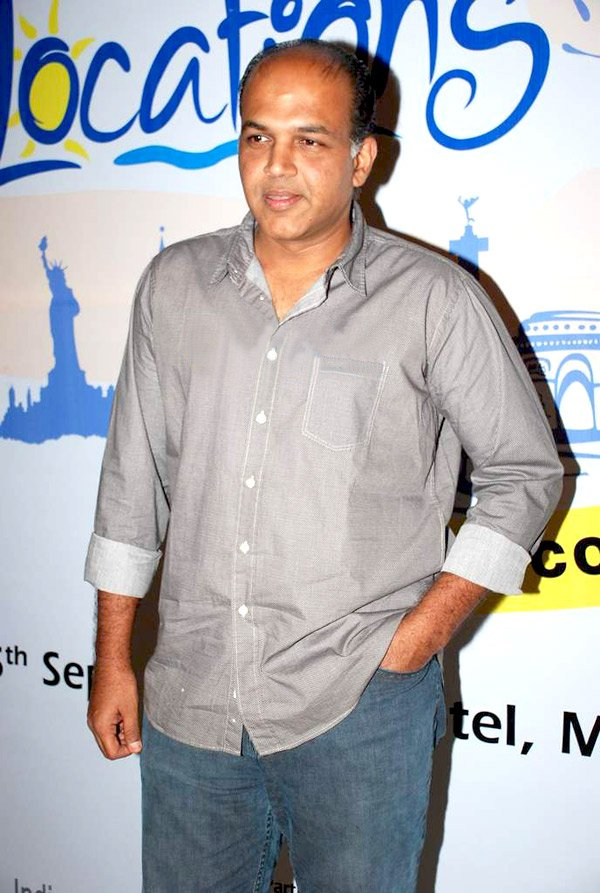
アシュトーシュ・ゴーワリケール

Rotten Tomatoesでは59件のレビューが寄せられ支持率95%、平均評価7.9/10となっており、「『ラガーン』は昔ながらのハリウッドミュージカルの伝統に溢れたエンターテインメントです」と批評している。バラエティ誌のデレク・エリーは「映画はボリウッドが長い間待ち望んでいたノン・エスニック市場へのクロスオーバーの引き金になるかも知れない」と批評している。ニューヨーク・タイムズのソムニ・セングプタは「恋愛、剣戟、奇抜な歌とダンスのルーチンが詰め込まれたカーニバル的ジャンル」と批評した。ロジャー・イーバートは3.5/4の星を与え、「『ラガーン』はこれまでに観たこともないほど非常に面白い映画ですが、完全に親しみのあるものです。『ラガーン』は外国文化のスパイスを巧みに盛り込んだ大変面白い叙事詩です」と批評している。ガーディアンのピーター・ブラッドショーは「映画は豊かな叙事詩であり、豪華なラブストーリーと陽気なアドベンチャーの糸です。それは人生よりも素晴らしく楽しく、キップリングの力強い支えとクロサワのヒントが含まれた少量のマカロニ・ウェスタンが盛り込まれている」と批評している。BBCのクルジンデール・シンは「『ラガーン』は標準的なボリウッドの題材以上のもので、今年の夏に絶対観るべきインド映画です。映画を観た時、あなたは笑ったり泣いたりしますが、最後には笑顔で映画館を出ることでしょう」と批評している。ロサンゼルス・タイムズのケヴィン・トーマスは「映画は完璧に描かれたキャラクター、根底にある深刻なテーマ、洗練されたスタイルとテーマによってポピュラーなジャンルから芸術映画のレベルに引き上げられている」と批評した。
ザ・ヒンドゥーのスディシュ・カマスは「映画は単なる物語ではなく経験です」と批評している。ザ・タイムズ・オブ・インディアは「『ラガーン』にはA・R・ラフマーンの歌、アーミル・カーンの素晴らしい演技など全ての魅力が詰まってます……そして、可愛らしいグレーシー・シンのデビューが成功しました。加えて、素晴らしいデヴィッドVSゴリアテ・クリケットの試合もあり、観客は歓声と喝采を送ります」と批評した。
『ラガーン』はチャンネル4の「死ぬ前に観るべき映画50」で第14位にランクインしており、インド映画の中で唯一ランクインしている。中国では映画のテーマの一つである反帝国主義的側面が観客に広く受け入れられた。

### 受賞・ノミネート
| 映画賞                                 | 部門                           | 対象 | 結果       | 出典          |
| -------------------------------------- | ------------------------------ | --- | ---------- | ------------- |
| 第74回アカデミー賞                     | 外国語映画賞                   | ラガーン                                                                                                 | ノミネート | [ 61 ]        |
| アメリカン・コレオグラフィー・アワード | 長編映画振付賞                 | サロージ・カーン、ヴァイバヴィ・メルチャント、ガネーシュ・ヘーグデー、テレンス・レウィス、ラジュ・カーン | 受賞       | [ 62 ]        |
| ベルゲン国際映画祭                     | 審査員賞                       | ラガーン                                                                                                 | 受賞       | [ 63 ]        |
| ヨーロッパ映画賞                       | 非ヨーロッパ映画賞             | ラガーン                                                                                                 | ノミネート | [ 64 ]        |
| 第47回フィルムフェア賞                 | 作品賞                         | ラガーン                                                                                                 | 受賞       | [ 65 ]        |
| 第47回フィルムフェア賞                 | 監督賞                         | アシュトーシュ・ゴーワリケール                                                                           | 受賞       | [ 65 ]        |
| 第47回フィルムフェア賞                 | 原案賞                         | アシュトーシュ・ゴーワリケール                                                                           | 受賞       | [ 65 ]        |
| 第47回フィルムフェア賞                 | 主演男優賞                     | アーミル・カーン                                                                                         | 受賞       | [ 65 ]        |
| 第47回フィルムフェア賞                 | 音楽監督賞                     | A・R・ラフマーン                                                                                         | 受賞       | [ 65 ]        |
| 第47回フィルムフェア賞                 | 作詞家賞                       | ジャーヴェード・アクタル                                                                                 | 受賞       | [ 65 ]        |
| 第47回フィルムフェア賞                 | 男性プレイバックシンガー賞     | ウディット・ナラヤン （「Mitwa」）                                                                       | 受賞       | [ 65 ]        |
| 第47回フィルムフェア賞                 | 女性プレイバックシンガー賞     | アルカ・ヤグニック （「O Rey Chhori」）                                                                  | 受賞       | [ 65 ]        |
| 第3回国際インド映画アカデミー賞        | 作品賞                         | ラガーン                                                                                                 | 受賞       | [ 66 ] [ 67 ] |
| 第3回国際インド映画アカデミー賞        | 監督賞                         | アシュトーシュ・ゴーワリケール                                                                           | 受賞       | [ 66 ] [ 67 ] |
| 第3回国際インド映画アカデミー賞        | 主演男優賞                     | アーミル・カーン                                                                                         | 受賞       | [ 66 ] [ 67 ] |
| 第3回国際インド映画アカデミー賞        | 新人女優賞                     | グレーシー・シン                                                                                         | 受賞       | [ 66 ] [ 67 ] |
| 第3回国際インド映画アカデミー賞        | 原案賞                         | アシュトーシュ・ゴーワリケール                                                                           | 受賞       | [ 66 ] [ 67 ] |
| 第3回国際インド映画アカデミー賞        | 主演女優賞                     | グレーシー・シン                                                                                         | ノミネート | [ 66 ] [ 67 ] |
| 第3回国際インド映画アカデミー賞        | 助演男優賞                     | クルブーシャン・カルバンダー                                                                             | ノミネート | [ 66 ] [ 67 ] |
| 第3回国際インド映画アカデミー賞        | コメディアン賞                 | ラージェーシュ・ヴィヴェーク                                                                             | ノミネート | [ 66 ] [ 67 ] |
| 第3回国際インド映画アカデミー賞        | 悪役賞                         | ポール・ブラックソーン                                                                                   | ノミネート | [ 66 ] [ 67 ] |
| 第3回国際インド映画アカデミー賞        | 男性プレイバックシンガー賞     | ウディット・ナラヤン （「Mitwa」）                                                                       | ノミネート | [ 66 ] [ 67 ] |
| 第3回国際インド映画アカデミー賞        | 女性プレイバックシンガー賞     | アシャ・ボスレ （「Radha Kaise Na Jale」）                                                               | 受賞       | [ 66 ] [ 67 ] |
| 第3回国際インド映画アカデミー賞        | 作詞賞                         | ジャーヴェード・アクタル                                                                                 | 受賞       | [ 66 ] [ 67 ] |
| 第3回国際インド映画アカデミー賞        | 音楽監督賞                     | A・R・ラフマーン                                                                                         | 受賞       | [ 66 ] [ 67 ] |
| 第3回国際インド映画アカデミー賞        | 編集賞                         | バール・サルージャ                                                                                       | 受賞       | [ 66 ] [ 67 ] |
| 第3回国際インド映画アカデミー賞        | 録音賞                         | H・シュリダール                                                                                          | 受賞       | [ 66 ] [ 67 ] |
| リーズ国際映画祭                       | 観客賞                         | ラガーン                                                                                                 | 受賞       | [ 68 ]        |
| ロカルノ国際映画祭                     | 観客賞                         | ラガーン                                                                                                 | 受賞       | [ 69 ]        |
| 第49回国家映画賞                       | 健全な娯楽を提供する大衆映画賞 | アシュトーシュ・ゴーワリケール、アーミル・カーン                                                         | 受賞       | [ 70 ] [ 71 ] |
| 第49回国家映画賞                       | 音楽監督賞                     | A・R・ラフマーン                                                                                         | 受賞       | [ 70 ] [ 71 ] |
| 第49回国家映画賞                       | 男性プレイバックシンガー賞     | ウディット・ナラヤン （「Mitwa」）                                                                       | 受賞       | [ 70 ] [ 71 ] |
| 第49回国家映画賞                       | 音響賞                         | H・スリダール、ナクール・カムティ                                                                        | 受賞       | [ 70 ] [ 71 ] |
| 第49回国家映画賞                       | 作詞賞                         | ジャーヴェード・アクタル（「Radha Kaise Na Jale」「Ghanan Ghanan」）                                     | 受賞       | [ 70 ] [ 71 ] |
| 第49回国家映画賞                       | 衣装デザイン賞                 | ブハヌ・アタイヤ                                                                                         | 受賞       | [ 70 ] [ 71 ] |
| 第49回国家映画賞                       | 美術賞                         | ニトゥン・チャンドラカント・デサイ                                                                       | 受賞       | [ 70 ] [ 71 ] |
| 第49回国家映画賞                       | 振付賞                         | ラジュ・カーン                                                                                           | 受賞       | [ 70 ] [ 71 ] |
| ネット映画祭                           | 監督賞                         | ラガーン                                                                                                 | 受賞       | [ 72 ]        |
| ポートランド国際映画祭                 | 作品賞（観客賞）               | ラガーン                                                                                                 | 受賞       | [ 73 ]        |
| スター・スクリーン・アワード           | 作品賞                         | ラガーン                                                                                                 | 受賞       | [ 74 ] [ 75 ] |
| スター・スクリーン・アワード           | 監督賞                         | アシュトーシュ・ゴーワリケール                                                                           | 受賞       | [ 74 ] [ 75 ] |
| スター・スクリーン・アワード           | 原案賞                         | アシュトーシュ・ゴーワリケール                                                                           | ノミネート | [ 74 ] [ 75 ] |
| スター・スクリーン・アワード           | 脚本賞                         | アシュトーシュ・ゴーワリケール、クマール・ダイヴ、サンジャイ・ダイマー                                   | 受賞       | [ 74 ] [ 75 ] |
| スター・スクリーン・アワード           | 台詞賞                         | アシュトーシュ・ゴーワリケール、K・P・サクセーナー                                                       | ノミネート | [ 74 ] [ 75 ] |
| スター・スクリーン・アワード           | 主演男優賞                     | アーミル・カーン                                                                                         | ノミネート | [ 74 ] [ 75 ] |
| スター・スクリーン・アワード           | 新人女優賞                     | グレーシー・シン                                                                                         | 受賞       | [ 74 ] [ 75 ] |
| スター・スクリーン・アワード           | 悪役賞                         | ポール・ブラックソーン                                                                                   | ノミネート | [ 74 ] [ 75 ] |
| スター・スクリーン・アワード           | 美術賞                         | ニトゥン・チャンドラカント・デーサーイー                                                                 | 受賞       | [ 74 ] [ 75 ] |
| スター・スクリーン・アワード           | 撮影賞                         | アニル・メータ                                                                                           | 受賞       | [ 74 ] [ 75 ] |
| スター・スクリーン・アワード           | 編集賞                         | バール・サルージャ                                                                                       | 受賞       | [ 74 ] [ 75 ] |
| スター・スクリーン・アワード           | 音響賞                         | ナクール・カムティ                                                                                       | ノミネート | [ 74 ] [ 75 ] |
| スター・スクリーン・アワード           | 男性プレイバックシンガー賞     | ウディト・ナラヤン （「Mitwa」）                                                                         | ノミネート | [ 74 ] [ 75 ] |
| スター・スクリーン・アワード           | 女性プレイバックシンガー賞     | アシャ・ボスレ （「Radha Kaise Na Jale」）                                                               | 受賞       | [ 74 ] [ 75 ] |
| スター・スクリーン・アワード           | 作詞家賞                       | ジャーヴェード・アクタル（「Radha Kaise Na Jale」「Ghanan Ghanan」）                                     | ノミネート | [ 74 ] [ 75 ] |
| スター・スクリーン・アワード           | 音楽監督賞                     | A・R・ラフマーン                                                                                         | ノミネート | [ 74 ] [ 75 ] |
| スター・スクリーン・アワード           | 作曲賞                         | A・R・ラフマーン                                                                                         | ノミネート | [ 74 ] [ 75 ] |
| スター・スクリーン・アワード           | 振付賞                         | サロージ・カーン                                                                                         | ノミネート | [ 74 ] [ 75 ] |
| ジー・シネ・アワード                   | 作品賞                         | アシュトーシュ・ゴーワリケール                                                                           | 受賞       | [ 76 ] [ 77 ] |
| ジー・シネ・アワード                   | 監督賞                         | アシュトーシュ・ゴーワリケール                                                                           | 受賞       | [ 76 ] [ 77 ] |
| ジー・シネ・アワード                   | 原案賞                         | アシュトーシュ・ゴーワリケール                                                                           | 受賞       | [ 76 ] [ 77 ] |
| ジー・シネ・アワード                   | 主演男優賞                     | アーミル・カーン                                                                                         | 受賞       | [ 76 ] [ 77 ] |
| ジー・シネ・アワード                   | 新人女優賞                     | グレーシー・シン                                                                                         | 受賞       | [ 76 ] [ 77 ] |
| ジー・シネ・アワード                   | 助演女優賞                     | レイチェル・シェリー                                                                                     | ノミネート | [ 76 ] [ 77 ] |
| ジー・シネ・アワード                   | 男性プレイバックシンガー賞     | ウディット・ナラヤン （「Mitwa」）                                                                       | ノミネート | [ 76 ] [ 77 ] |
| ジー・シネ・アワード                   | 女性プレイバックシンガー賞     | アシャ・ボスレ （「Radha Kaise Na Jale」）                                                               | 受賞       | [ 76 ] [ 77 ] |
| ジー・シネ・アワード                   | 音楽賞                         | A・R・ラフマーン                                                                                         | 受賞       | [ 76 ] [ 77 ] |
| ジー・シネ・アワード                   | 作詞賞                         | ジャーヴェード・アクタル（「Radha Kaise Na Jale」）                                                      | 受賞       | [ 76 ] [ 77 ] |

## ソフト化
2002年5月27日に2枚組DVDセットが発売された。DVDには未公開シーンや予告編が特典として含まれている。2007年には3枚組DVDボックスが公開7周年記念として発売され、特典としてサウンドトラックや撮影現場のドキュメンタリーが含まれている。DVDの販売記録は『炎』が保持していた記録を更新した。